# المرأة الجديدة (كتاب)
المرأة الجديدة هو كتاب ألفه قاسم أمين عام 1900.. كاتب وأديب ومصلح اجتماعي مصري وأحد مؤسسسي الحركة الوطنية في مصر وجامعة القاهرة، كما يعد رائد حركة تحرير المرأة. 
ولد في بلدة طرّة بمصر في 1 ديسمبر 1863م من أب تركى وأم مصرية من صعيد مصر، وتلقى تعليمه الابتدائي في مدرسة طارق بن زياد التي كانت تضم أبناء الأرستقراطية. انتقل مع أسرته إلى القاهرة وأقام في حي الحلمية الأرستقراطي وحصل على الثانوية العامة فالتحق بمدرسة الحقوق والإدارة ومنها حصل على الليسانس عام 1881 وكان أول متخرج وعمل بعد تخرجه بفترة قصيرة بالمحاماة ثم سافر في بعثة دراسية إلى فرنسا وانضم لجامعة مونبلييه. بعد دراسة دامت أربع سنوات أنهى دراسته القانونية بتفوق سنة 1885م. أثناء دراسته بفرنسا جدد صلاته مع جمال الدين الأفغاني ومدرسته حيث كان المترجم الخاص بالإمام محمد عبده في باريس. أبوه محمد بك بن أمين ابن أمير كردي أخذ رهينة للآستانة وشغل مناصب حكومية في الدولة العثمانية في مناطق ولاية العراق في مدينة السليمانية، ثم جاء لمصر في عهد الخديوي إسماعيل وتزوج فأنجبت زوجته المصرية أولادا أكبرهم "قاسم"، وكان بعض أجداده تولى على السليمانية من قبل السلطان العثماني. عاد قاسم من فرنسا بعد أن قضى فيها أربع سنوات يدرس بها المجتمع الفرنسي، واطلع على ما أنتجه المفكرون الفرنسيون من مواضيع أدبية واجتماعية، وراقت له الحرية السياسية التي ينعم بها أولاد الثورة الفرنسية والتي تسمح لكل كاتب أن يقول ما يشاء حيث يشاء، فأقام مبدأ الحرية والتقدم على أسس من الثقافة المسلمة وكان من المؤيدين للإمام محمد عبده في الإصلاح، ورأى أن الكثير من العادات الشائعة لم يكن أساسها الدين الإسلامي، وكتب في جريدة المؤيد 19 مقالا عن العلل الاجتماعية في مصر ورد على "الكونت داركور" الذي كتب عن المصريين وجرح كرامتهم وقوميتهم وطعن بالدين الإسلامي في كتاب ألفه عام 1894 بعنوان "المصريون"، وبحث في العلل الاجتماعية التي تعتري المجتمع المصري بأسلوب المصلح المشفق. أيد قاسم أمين بعض آراء "كارتور" لاحقا في كتابه تحرير المرأة، وقضى أربع سنوات وهو يكتب في المؤيد عن المواضيع التي أطلق عليها «أسباب ونتائج» أو «حكم ومواعظ». من كتبه: المصريون، تحرير المرأة - 1899، المرأة الجديدة 1987.

## نبذة عن الكتاب
المرأة الجديدة هي ثمرة من ثمرات التمدن الحديث، بدأ ظهورها في الغرب على أثر الاكتشافات العلمية التي خلصت العقل الإنساني من سلطة الأوهام والظنون والخرافات وسلمته قيادة نفسه، ورسمت له الطريق التي يجب أن يسلكها. ذلك حيث أخذ العلم يبحث في كل شئ، وينتقد كل رأى ولا يسلم إلا إذا قام الدليل على ما فيه من المنفعة للعامة وانتهى به السعي إلى أن أبطل سلطة رجال الكنيسة. وألغى امتيازات الأشراف ووضع دستورا للملوك والحكام، واعتق الجنس الأسود من الرق، ثم أكمل عمله بأن نسخ معظم ما كان الرجال يرونه من مزاياهم التي يفضلون بها النساء ولا يسمحون لهن بأن يساوينهم في كل شئ. والمطلع على الشريعة الإسلامية يعلم أن تحرير المرأة هو من أنفس الأصول التي يحق لها أن تفخر به على سواها، لأنها منحت المرأة من أثنى عشر قرنا مضت الحقوق التي لم تنلها المرأة الغربية إلا في هذا القرن وبعض القرن الذي سبق حتى أنها لا تزال محرومة من بعض الحقوق وهى الآن مشتغله بالمطالبة بها. فإذا كانت شريعتنا قررت للمرأة كفاءة ذاتية في تدبير ثروتها والتصرف فيها وحثت على تعليمها وتهذيبها ولم تحجر عليها الاحتراف بأي صنعة والاشتغال بأي عمل وبالغت في المساواة بينها وبين الرجل، فلا يجدر بنا في هذا العصر أن نغفل مقاصد شرعنا ونهمل الوسائل التي تؤهل المرأة إلى استعمال هذه الحقوق النفيسة ونضيع وقتنا في مناقشات نظرية لا تنتج إلا تعويقنا عن التقدم في طريق اصلاح أحوالنا.